# エゾタヌキ
エゾタヌキ（蝦夷狸、学名：Nyctereutes viverrinus albus）は、食肉目イヌ科タヌキ属に属するタヌキNyctereutes viverrinusの北海道産亜種。学名の亜種小名「albus：”白い”という意味」は、英国の動物学者が命名した際にロンドンの動物園で飼育されていたエゾタヌキの白化個体（アルビノ）を見たため。

## 分布
生息地域は北海道の一部で、森林や林縁、川や沼沢がある地域に生息する。奥尻島などの島に生息する本亜種は人為的に移入された個体である。

## 形態
体長は約50 - 60cm。尾長18cm。体重4 - 8kg。寿命は野生で6～8年、飼育下で約10年
。個人飼育で16年という記録がある。体毛の色は茶褐色。目の周りは黒い毛で囲まれており、左右は繋がっておらず離れている。脚は短く、穴を掘ることに適している。木登りは得意だが降りるのは下手。視力はあまりよくないが、夜行性なので暗所では見える。嗅覚は鋭く、嗅覚で餌を探し出して食べる。聴力は犬と同程度と推考される。歯数は、切歯は上6本下6本、犬歯は上2本下2本、前臼歯は上8本下8本（または上6本下8本）、後臼歯は上4本下6本（または上6本下4本）、合計40 - 44本。乳頭数は、胸部1対、腹部2対、鼠径部1対、合計8個。指趾数（指の数）は、前肢が5本、後肢が4本。

## 分類
本州以南の個体群と同亜種とする説もあったが、2015年に発表された日本産個体群を独立種とする論文では別の亜種として認められている。
エゾタヌキのタイプ産地は購入地である長崎や捕獲地とされる北海道とする説もあるが、記載論文では正確に示されておらず不明とされ、ニューヨークで飼育されていた毛皮の白い個体（タイプ標本）の所在も確認されていない。
和名は黒田長礼により「シロタヌキ」ともされたが、岸田久吉により「エゾタヌキ」と命名され、以後は後者が主に使われるようになった。

## 生態
北海道最大の捕食者であるクマに、なぜかエゾタヌキは捕食されず、クマの巣の近くに巣を作る例が確認されている。
擬死についてはホンドタヌキの項目を参照。

### 食性
食性は、一般に狩りはせず、地面に落ちている木の実や昆虫、動物の死体、無脊椎動物などいろいろな物を食べる雑食性。

### 巣穴
昼間は巣穴で過ごすが、巣穴は自分では掘らず、樹木の根元や岩の隙間を巣穴として利用する。巣穴は休息や睡眠、出産、子育てをする場である。本亜種は活動領域に複数の巣穴を持っている。

### ため糞
本亜種はため糞をする習性がある。数頭で一緒に糞をする場所を持っており、そこに糞をためる。これをため糞という。ため糞場は本亜種同士の情報交換の場と考えられている。

### 鳴き声
低音で「ミャー」「ミャーウオ」と鳴く場合がある。

### 生活
繁殖期は春から夏かけての時期で、春に3 - 8匹の子どもを出産する。20匹出産した例もあるという。生まれた子ダヌキは、餌の不足や天敵による捕食により死に至ることがあるため、全てが成獣まで育つわけではない。出産数が多いほど子ダヌキが成獣になれる確率が下がる傾向がある。この時期の主食は冬眠から醒めたカエルである。ミミズの活動も活発になるのでミミズを採食する頻度も多いと推考される。夏は本亜種の採食対象となる動植物が増加し、昆虫やカエル、ヘビ、ザリガニ、果実などを採食している。糞の内容物から推考すると、ネズミのような俊敏な動作をする小動物を捕食することは不得意なようである。休息は巣穴の外に出て風通しが良くかつ身を隠せる場所で休息している。

秋は木の実などを沢山食べて皮下脂肪を体内に蓄え、冬籠りに備える。この時期は昼間も活発に行動し、えさ場付近の休息地を利用する頻度が高くなる。冬籠り直前の体重はそれまでの約1.5倍まで増加する。また換毛して冬毛になり、冬毛はとてもふさふさしている。冬は冬籠りをするが、冬眠するわけではない。巣穴の中でじっとして、秋に蓄えた皮下脂肪を消費しながら春を待つ。この時期の糞の内容物から推考すると樹木の芽などを極少量食べているようである。

## 人間との関係
アイヌ語では「モユㇰ（moyuk）」と呼ばれるが、これは「モ（小さな）」「ユㇰ（獲物）」という意味であり、アイヌ料理でも定番の食材である。なお単に「ユㇰ」の場合はエゾシカを意味する。
クマに捕食されないという特徴はアイヌにも知られており、ユーカラでは「タヌキはクマのお世話役」として描かれる。このため特に顔が黒い個体は料理中に起こした竃の煤で顔が黒くなったと見立て、「スケ（飯炊きをする）モユㇰ」と呼ばれる

## 現在飼育している施設
国内で飼育している日本動物園水族館協会（JAZA）加盟施設は以下の3箇所。
- 札幌市円山動物園
- 旭川市旭山動物園
- おびひろ動物園

日本動物園水族館協会（JAZA）非加盟施設で飼育されているのは以下の３箇所。
- 北きつね牧場
- ノースサファリサッポロ
- 函館公園